# Phortica curvispina
Phortica curvispina är en tvåvingeart som beskrevs av Prigent och Chen 2008. Phortica curvispina ingår i släktet Phortica och familjen daggflugor.
Artens utbredningsområde är Kenya. Inga underarter finns listade i Catalogue of Life.